# Paj Sou-ji
Paj Sou-ji (Bái Shòuyì) (egyszerűsített kínai: 白寿彝; klasszikus kínai: 白壽彝; pinjin átírással Bái Shòuyì (magyar átírással Paj Sou-ji); ismert volt még arabos nevén is: Djamal al-Din Bai Shouyi; Kajfeng, 1909. február – Peking, 2000. március 21.) jelentős, huj nemzetiségű kínai marxista történész.
Apja huj nemzetiségű kereskedő volt. Anyjától és nagynénjétől arabul is megtanult.
Az ásatásokra és korszerű kutatásokra támaszkodó munkásságával forradalmasította a modern kínai történetírást.
Már 1937-ben felhívta a figyelmet az akkor 50 milliót számláló huj nemzetiség jelentőségére Kína számára, különösen a nemzetközi kapcsolatokban. Leszögezte, hogy az ország nyugati részén élő kínai muzulmánok Kínát védő falat alkothatnak, vagy éppen ellenkezőleg, veszélyt jelenthetnek az ország egységére, attól függően, hogy a kínai belpolitika miképpen bánik velük.

## Fordítás
- Ez a szócikk részben vagy egészben a Bai Shouyi című angol Wikipédia-szócikk ezen változatának fordításán alapul.  Az eredeti cikk szerkesztőit annak laptörténete sorolja fel. Ez a jelzés csupán a megfogalmazás eredetét és a szerzői jogokat jelzi, nem szolgál a cikkben szereplő információk forrásmegjelöléseként.